# Mimudea cirrhopis
Mimudea cirrhopis là một loài bướm đêm trong họ Crambidae.